# Pleurothallis vinealis
Pleurothallis vinealis är en orkidéart som beskrevs av Carlyle August Luer och Rodrigo Escobar. Pleurothallis vinealis ingår i släktet Pleurothallis och familjen orkidéer. Inga underarter finns listade i Catalogue of Life.